# Алілуя (жанр)

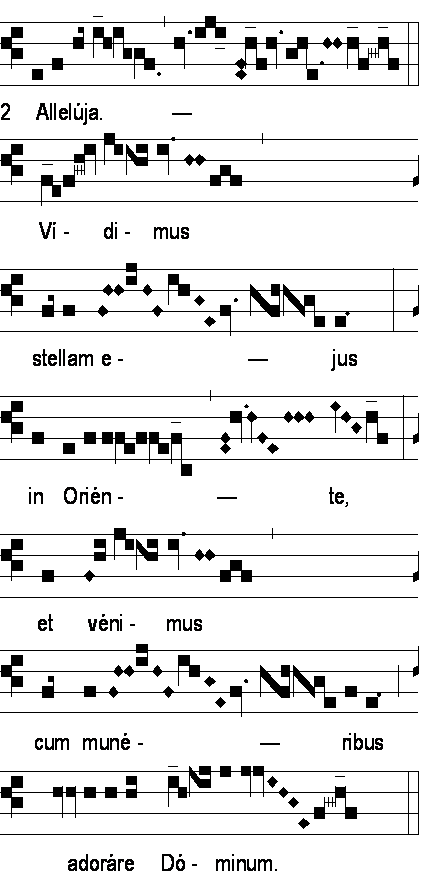
Алілуя Vidimus stellam (у традиційній квадратної нотації)

Алілуя (лат. alleluia — «хваліть бога») у католицькій літургії — жанр (форма) григоріанського хоралу (cantus planus), піснеспів пропрія меси, респонсорного типу: хор виголошує «Алілуя», потім соліст виспівує псалмовий вірш (versus alleluiaticus), і закінчується репрезирним виконанням хорового алілуя.
Виконується упродовж усього церковного року, крім Великого посту (також деяких пісних і покаянних днів безпосередньо до нього) і заупокійних службі, коли на місці алілуя виконується тракт. Відрізняється широкою мелізматикою, що вимагає від хору та соліста певної технічної майстерності. Заключний великий розспів у хоровій частині (останнього складу -a) отримав особливу назву юбіляція (jubilus). З тропування юбіляцій у IX–X століттях виникла (спочатку — для запам'ятовування ненотованих довгих мелізмів) секвенція.
При посиланнях на ту чи іншу конкретну алілуя (крім самого слова Alleluia) прийнято вказувати інципіт пов'язаного з нею псалмового вірша, наприклад, «Алилуя Nativitas» (Перотіна), «Алилуя Pascha nostrum» (що означає — алілуя з віршем Pascha nostrum) тощо.
Крім особливого жанру, вигук «Алилуя» іноді завершує пісноспіви пропрія меси і оффіція — інтройт, офферторій, коммуніо, антифони великоднього циклу тощо.